# جامعة لايبتزغ
جامعة لايبزغ (بالألمانية: Universität Leipzig)، هي واحدة من أقدم الجامعات في العالم وثاني أقدم جامعة في ألمانيا. أسِّسَت في 2 ديسمبر 1409 من قبل فريدرش الأول وشقيقه ويليام الثاني وكانت تتألف في الأصل من أربع كليات دراسية. ومنذ نشأتها انخرطت الجامعة في التدريس والبحوث لأكثر من 600 عام دون انقطاع.
من بين خريجي الجامعة: غوتفريد لايبنتس، يوهان غوته، ليوبولد فون رانكه، فريدريك نيتشه، روبرت شومان، ريخارد فاغنر، تيخو براهي، جورجيوس أغريكولا، أنجيلا ميركل، أزفلد كولبه بالإضافة إلى عشرة من الحائزين على جائزة نوبل.

## نظرة تاريخية

### التأسيس والتطور حتى عام 1900
بنى جامعة لايبزيغ الرئيسي (1917). تم هدمه من قبل الإدارة الاشتراكية في عام 1968.
تم تصميم الجامعة على غرار جامعة براج، التي انسحب منها أعضاء هيئة التدريس الناطقون بالألمانية إلى لايبزيغ بعد أزمة جان هوس ومرسوم كوتنا هورا. افتتحت جامعة "ألبا ماتر ليبسيينسيس" في عام 1409، بعد أن حصلت على تفويض رسمي من البابا ألكسندر الخامس في مرسومه الاعترافي بتاريخ 9 سبتمبر من نفس العام. كان أول رئيس لها هو يوهانس أوتو فون مونستيربرغ. منذ تأسيسها، كانت كنيسة بولينيركيرشه هي كنيسة الجامعة. بعد الإصلاح الديني، تم التبرع بالكنيسة ومباني الدير للجامعة في عام 1544. من أجل تأمين تمويل مستقل ومستدام، تم منح الجامعة سيادة على تسع قرى شرق لايبزيغ (قرى الجامعة). وظلت الجامعة تحت هذا الوضع لمدة تقارب 400 عام حتى تم تنفيذ الإصلاحات الزراعية في القرن التاسع عشر.

### الجامعة في ظل جمهورية ألمانيا الديمقراطية
إعادة فتح الجامعة بعد الحرب كان في 5 فبراير 1946، لكنها تأثرت بالتماثل الذي فرضته المؤسسات الاجتماعية في منطقة الاحتلال السوفييتي. في عام 1948، تم حل مجلس الطلاب المنتخب بحرية واستبداله بأعضاء من الشبيبة الألمانية الحرة. تم اعتقال رئيس مجلس الطلاب، وولفغانغ ناتونيك، وأعضاء آخرين وسجنهم، لكن الجامعة كانت أيضًا نواة للمقاومة. هكذا بدأت مجموعة بيلتر، التي وزعت منشورات لانتخابات حرة. تم إعدام رئيس المجموعة، هربرت بيلتر، في عام 1951 في موسكو. تم إنشاء جمهورية ألمانيا الديمقراطية في عام 1949، وفي عام 1953 بمناسبة عام كارل ماركس، أعادت الحكومة تسمية الجامعة إلى "جامعة كارل ماركس في لايبزيغ" تيمناً بكارل ماركس. في عام 1968، تم هدم المبنى المتضرر جزئيًا "أوغوستيم" بما في ذلك "يوهانيوم" و"ألبيرتينوم" وكنيسة بولينيركيرشه السليمة، وذلك لإفساح المجال لإعادة تطوير الجامعة، التي تم تنفيذها بين عامي 1973 و1978. كان المبنى السائد في الجامعة هو "برج الجامعة" (الذي يُسمى الآن "سيتي هوخهاوس لايبزيغ")، الذي تم بناؤه بين عامي 1968 و1972 على شكل كتاب مفتوح.

### الجامعة بعد إعادة توحيد ألمانيا
في عام 1991، وبعد إعادة توحيد ألمانيا، تم إعادة اسم الجامعة إلى "جامعة لايبزيغ" الأصلية (ألبا ماتر ليبسيينسيس). تم الانتهاء من إعادة بناء مكتبة الجامعة، التي كانت قد تضررت بشدة خلال الحرب وفي جمهورية ألمانيا الديمقراطية لم تُؤمّن بشكل كاف، في عام 2002. مع تسليم "برج الجامعة" إلى مستخدم خاص، اضطرت الجامعة إلى نشر بعض الكليات في عدة مواقع في المدينة. قامت الجامعة بتصميم مركزها التاريخي في "أوغوستوس بلاتز" بشكل مثير للجدل. في عام 2002، حصل المهندس المعماري "بيهت بونزيو" على الجائزة الثانية في المسابقة المعمارية؛ ولم يتم منح الجائزة الأولى من قبل لجنة التحكيم. دعا اللوبي المدعوم جزئيًا من الحكومة الإقليمية إلى إعادة بناء كنيسة "سانت بول" و"أوغوستيم". وقد أدى ذلك إلى مقاومة من قيادة الجامعة وأغلب الطلاب وسكان لايبزيغ. في 24 مارس 2004، اختارت لجنة التحكيم تصميماً من المهندس المعماري الهولندي "إريك فان إيغيرات"، الذي نال إعجاب جميع الأطراف تقريبًا. استعاد التصميم الشكل الخارجي لكنيسة "سانت بول" (التي تُسمى الآن "بولينوم") و"أوغوستيم"، وأبسط الشكل المعماري للمبنى الأصلي. بدأت أعمال التجديد في صيف 2005.
في عام 2008، تمكنت الجامعة من الفوز في "مبادرة التميز" على مستوى ألمانيا، ومنحت "مدرسة الدراسات العليا. بالإضافة إلى ذلك، تمكنت الجامعة من الحصول على منح من مبادرة التميز الساكسونية لمشروع "الحياة" – وهو مشروع يهدف إلى استكشاف الأمراض الشائعة بشكل أكثر فعالية. كما في عام 2008، تم ربط "أرشيف باخ" بالجامعة. في عام 2009، احتفلت جامعة لايبزيغ بمرور 600 عام على تأسيسها من خلال أكثر من 300 محاضرة ومعرض علمي وثقافي، مما يعكس دور البحث والتعليم في الجامعة منذ بدايتها.

## بعض العلماء من رواد الجامعة
كجامعة ذات مرتبة أوروبية فإن (جامعة لايبتزغ ALMA MATER LIPSIENSIS) قد كان لها في كل القرون الماضية مفعولا جاذبا لعلماء - مثل (كريستيان توماسيوس Christian Thomasius)،(يوهان كريستوف جوتشد Johann Christoph Gottsched)، (كريستين فورشتاجوت جللرت Christian Fürchtegott Gellert)، فيلهلم فوندت، فيلهلم اوستفالد، (باول فلشسيج Paul Flechsig)، (تيودور ليت Theodor Litt)، إرنست بلوخ، وفرنر هايزنبرج. درس العديد من الشخصيات مثل (أولريش فون هوتتن Ulrich von Hutten) وتوماس مونتسر وجوتفريد فيلهلم لايبنيتس وجوتهولد إفرايم لسينج ويوهان فولفغانغ فون غوته ويوهان جوتليب فيشتا وروبرت شومان وريتشارد فاجنر وفريدريش نيتشه وجورج روبي.

## الكليات التي تضمها الجامعة
- كلية العلوم اللاهوتية Theologische Fakultät
- كلية العلوم القانونية Juristenfakultät
- كلية التاريخ وعلوم الفنون والشرق Fakultät für Geschichte, Kunst- und Orientwissenschaften
- كلية علوم اللغة Philologische Fakultät
- كلية علوم التربية Erziehungswissenschaftliche Fakultät
- كلية العلوم الاجتماعية والفلسفة Fakultät für Sozialwissenschaften und Philosophie
- كلية العلوم الاقتصادية (وتشمل علوم هندسة البناء) Wirtschaftswissenschaftliche Fakultät inkl. Bauingenieurwesen
- كلية العلوم الرياضية البدنية Sportwissenschaftliche Fakultät
- كلية الطب Medizinische Fakultät
- كلية علم الرياضيات وعلوم الحاسبات الآلية Fakultät für Mathematik und Informatik
- كلية علم الأحياء، علوم الصيدلة وعلم النفس Fakultät für Biowissenschaften, Pharmazie und Psychologie
- كلية الفيزياء وعلوم الأرض Fakultät für Physik und Geowissenschaften
- كلية الكيمياء وعلم المعادن Fakultät für Chemie und Mineralogie
- كلية الطب البيطري Veterinärmedizinische Fakultät

## المركز العلمية التي تضمها الجامعة
- مركز الدراسات العليا (ZHS) Zentrum für Höhere Studien
- مركز الفروع العلمية المتداخلة للبحث العلمي السريري Interdisziplinäres Zentrum für Klinische Forschung (IZKF)
- مركز التكنولوجيا الحيوية-الطب الحيوي Biotechnologisch-Biomedizinisches Zentrum (BBZ)
- مركز التنسيق للبحوث العلمية السريرية Koordinierungszentrum für Klinische Studien (KKSL)
- مركز التخصصات المتداخلة للمعلوماتية الحيوية Interdisziplinäres Zentrum für Bioinformatik (IZBI)
- مركز استكشاف وتطوير تطبيقات مهنية تربوية (ZpB) Zentrum zur Erforschung und Entwicklung pädagogischer Berufspraxis (ZpB)
- مركز علم المرأة والأنساب Zentrum für Frauen- und Geschlechterforschung (FraGes)
- مركز العلاقات الاقتصادية الدولية Zentrum für Internationale Wirtschaftsbeziehungen (ZiW)
- مركز أمريكا اللاتينية Lateinamerika-Zentrum (LAZ)
- مركز الإعلام والاتصالات Zentrum für Medien und Kommunikation (ZMK)
- مركز طب البيئة وعلم الأوبئة البيئية Zentrum für Umweltmedizin und Umweltepidemiologie

بعد معاودة إقامة البنية الجامعية القديمة من جديد في أوائل التسعينيات وبعد التعيين الجديد لكافة الأساتذة الجامعيين فإن الجامعة قد عاودت اكتساب الطابع الخاص بجامعة كلاسيكية كاملة وفي نفس الوقت حديثة. مشروعات رائدة تدنو بالجامعة خطوة بخطوة من هدفها التي وضعته لنفسها، وهذا الهدف هو أن تعود الجامعة لتدخل في عداد جامعات الدرجة الأولى في أوروبا.
على هذا الطريق يوجد، على سبيل المثال لا الحصر، مركز التكنولوجيا الحيوية-الطب الحيوي المتداخل الاختصاصات، والذي بوصفه جزءا من (مدينة العلوم الحيوية لايبتزغ BioCity Leipzig) يساهم بصورة يضرب بها المثل في تقوية التعاون بين قطاع الاقتصاد وقطاع العلوم. كرسي أستاذية (لايبنيتز Leibniz) في مركز الدراسات العليا، والذي يشغله في كل فصل دراسي (نصف عام) أحد العلماء المعروفين على المستوى الدولي، يعد مثال آخر للتوجه الدولي والمتداخل التخصصات لجامعة لايبتزك.
التزايد المتواصل لعدد الطلاب (من 12000 في الفصل الدراسي الشتوي 1991/1992 إلى 28000 في الفصل الدراسي الشتوي 2002/2003) وكذلك تعيين أساتذة جامعيين ومحاضرين من كافة أنحاء العالم هي علامات تدلل على النجاح المطرد للاتجاه الذي سلكته الجامعة.
احتياجات ومتطلبات المدينة الكبرى لايبتزغ، التي أعيدت لها حيويتها من جديد، - مدينة البنوك وشركات التأمين والتجارة والمعارض، ولكنها أيضا مدينة مؤسسات الإعلام والكتاب والثقافة - تنعكس أيضا وبصورة متزايدة في المقررات التعليمية ونقاط التركيز في الدراسات، على الوجه الذي لا يمكن أن تكون عليه إلا في لايبتزغ دون غيرها. كأمثلة على ذلك نذكرهنا معلوماتية التأمين والمعلوماتية الطبية، قانون البنوك والبورصة، قانون البيئة والتخطيط، العلاقات العامة وكذلك علوم الكتاب/اقتصاديات الكتاب والتركيز لثقافي العلمي في الكثير من فروع العلوم الإنسانية.
للتدليل على التوجه الأقوى دوليا وفي نطاق التخصصات المتداخلة يتم ذكر مقررات تعليمية (تكميلية إضافية) جديدة مثل الدراسات الأوروبية والقوانين والتشريعات الأوروبية ودراسات فرنسا أو أيضا برنامج الدراسات الفيزيائية الدولي باللغة الإنجليزية.

## تخطي الحدود
البحث العلمي في الجامعة متعدد الجوانب، يمتد من البحوث الأساسية مرورا بالبحوث التطبيقية ليشمل أيضا وضع حلول لمسائل ومهام بحث وتطوير لصالح القطاع الاقتصادي، وعلى وجه الخصوص لصالح المؤسسات الإقليمية المتوسطة الحجم.
تخطي الحدود فيما بين فروع العلوم التقليدية تترك طابعها بصورة متزايدة على صورة الجامعة. تخطي الحدود هذا يعبر عن نفسه ليس فقط في مراكز التخصصات العلمية المتداخلة، والتي تحقق الربط والتنسيق الشبكي بين المشروعات المتخطية لحدود الفروع العلمية للكليات. تخطي الحدود هذا يضفي أيضا طابعه على التعاون الوثيق مع مؤسسات البحث العلمي غير التابعة للجامعة في لايبزك مثل معاهد (ماكس-بلانك Max-Planck) الثلاثة أو مركز بحوث البيئة لايبزك-هالا.
النطاق العلمي الواسع المدى للجامعة يجعل من الممكن أن تقوم الجامعة بالإسهام بحصتها في العمل المشترك كشريك ذي كفاءة عالية حتى عند طرح مسائل ومهام مختلفة للغاية. كأمثلة على ذلك يتم ذكر مشاريع مثل «خلايا الطاقة الشمسية على حامل مرن»، «عمليات معلومات في ذاكرة العمل البشرية» أو بحوث الأسماء.

## التعاون
من السمات المميزة لجامعة لايبتزغ هي ما لديها من علاقات متنوعة بالدول الأجنبية، مقررات تعليمية لدراسات جذابة دوليا وكذلك ما لديها من حصة كبيرة من المقاعد الدراسية المخصصة للطلاب الأجانب. يوجد طلاب من حوالي 140 دولة يتركون طباعهم على صورة الحلقات الدراسية والمحاضرات. بهذا فإن جامعة لايبتزغ تساهم في خلق نطاق تعليمي أوروبي. وفي ذلك فأنها تستند إلى تقاليد نمت على مدار عدة قرون كمدرسة عليا كلاسيكية في أوروبا الوسطى ذات طابع دولي، وهذه التقاليد هي دورها كمكان تأهيل علمي وبحث للوساطة بين الشرق والغرب، والشمال والجنوب.
ما للجامعة من علاقات تعاون متعددة الجوانب في شبكات دولية وما يقارب من 300 من شركاء التبادل الدوليين، هياكل تنظيمية طلابية داعمة للتنقل مثل نظام نقاط الأداء وشهادات معترف بها دوليا تدعم وتشجع قدرة عالية للطلاب والعلماء على التنقل في دول أجنبية. عروض دراسات باللغة الإنجليزية وعدد كبير من العلماء الزائرين، والذين يتم استضافتهم ورعايتهم في ثلاث دورضيافة، يكون لها دورا في إضفاء ما لمدينة المعارض العريقة لايبتزغ من طابع دولي.